# زانکت آنتون آندر یسنیتس
زانکت آنتون آندر یسنیتس (به آلمانی: Sankt Anton an der Jeßnitz) یک منطقهٔ مسکونی در اتریش است که در ناحیه شایبس واقع شده‌است. زانکت آنتون آندر یسنیتس ۶۹٫۶۴ کیلومتر مربع مساحت دارد ۴۰۰ متر بالاتر از سطح دریا واقع شده‌است.